# Incisalia lanoraieensis
Incisalia lanoraieensis är en fjärilsart som beskrevs av Sheppard 1934. Incisalia lanoraieensis ingår i släktet Incisalia och familjen juvelvingar. Inga underarter finns listade i Catalogue of Life.